# Красносёловское сельское поселение
Красносёловское сельское поселение — муниципальное образование в Петропавловском районе Воронежской области.
Административный центр — село Красносёловка.

## Административное деление
В состав поселения входит населенный пункт:
- село Красносёловка.